# Hyphy
Genres dérivés
Hyphy norteño
Hyphy (prononcé [ˈhaɪfiː]) est un genre musical et une danse généralement associés à la culture hip-hop de la région de la baie de San Francisco, plus particulièrement Oakland, en Californie.

## Histoire
Apparu au début des années 2000 chez certains rappeurs de la région en réponse à un hip-hop jugé commercial qui selon eux a oublié de reconnaître l'influence de la Baie sur les tendances de l'industrie du hip-hop,. Même si le « mouvement hyphy » est seulement récemment arrivé sur le devant de la scène médiatique aux États-Unis, c'est une culture très vivace depuis plusieurs années dans la région de la Baie.
Le rappeur Keak da Sneak est généralement reconnu comme l'inventeur de l'expression, dérivée de l'anglais hyper, signifiant « excité » ou « énervé ». Le rappeur E-40 est souvent considéré dans la région de la Baie comme celui qui a ouvert la porte du mouvement sur le reste du monde. La sortie de l'album The Outsider de DJ Shadow, en septembre 2006, a également contribué à la mise en avant de la scène hyphy au niveau national et international. Le disque, qui détonne par rapport à la production jusqu'ici très hip-hop expérimental du producteur vivant à Mill Valley, près de San Francisco, fait la part belle au son hyphy et mixe notamment des performances des rappeurs locaux Keak da Sneak, E-40, Mistah F.A.B. et Turf Talk.
Le 2 janvier 2022, le mouvement hyphy perd un de ses pionniers : Traxamillion, producteur notamment d'un des premiers tubes du genre, Super Hyphy, interprété par Keak da Sneak. Le producteur de 42 ans est décédé à la suite d'un cancer.

## Caractéristiques
Le son hyphy est caractérisé par des rythmes rugueux et puissants, qui lui valent parfois d'être comparé au crunk du Sud américain, mais le style musical n'a que peu de similarités avec le crunk, car il se distingue par des beats plus rapides. Une personne peut être qualifiée de « hyphy » lorsqu'elle danse de façon exagérée ou ridicule.

## Culture
L'une des particularités de la culture hyphy de la Baie sont les rodéos (sideshows, en anglais) souvent associés au mouvement, où un ou plusieurs conducteurs démontrent leur habilité à effecteur des donuts, ou s'amusent à faire du ghostriding, une pratique consistant à danser à côté ou sur une voiture avançant (ou reculant) sans conducteur (l'hymne de cette dernière pratique est certainement le morceau Tell Me When to Go de E-40).
Le hyphy est caractérisé par les fêtes improvisées et la danse spontanée, et tout un jargon appelant notamment à se laisser aller (get stupid, go dumb : « faire le débile »). La culture hyphy est aussi souvent associée à l'usage des drogues. Les protagonistes du mouvement hyphy sont souvent adeptes du cannabis et de l'ecstasy (appelé aussi thizz pills) en particulier. La marque de chaussures Vans a longtemps été populaire parmi les adeptes du hyphy et du turf (autre mouvement musical et culturel dans la baie de San Francisco).

## Influence
La culture hyphy (notamment son aspect lié à la consommation de drogues) influence un genre de musique norteña, le hyphy norteño.

## Artistes et interprètes
Parmi les interprètes et artistes hip-hop de la baie de San Francisco considéré comme faisant partie du mouvement hyphy, on retrouve notamment : E-40, Luniz, Mac Dre, Too $hort, et Yukmouth.